# Martin Vincentz

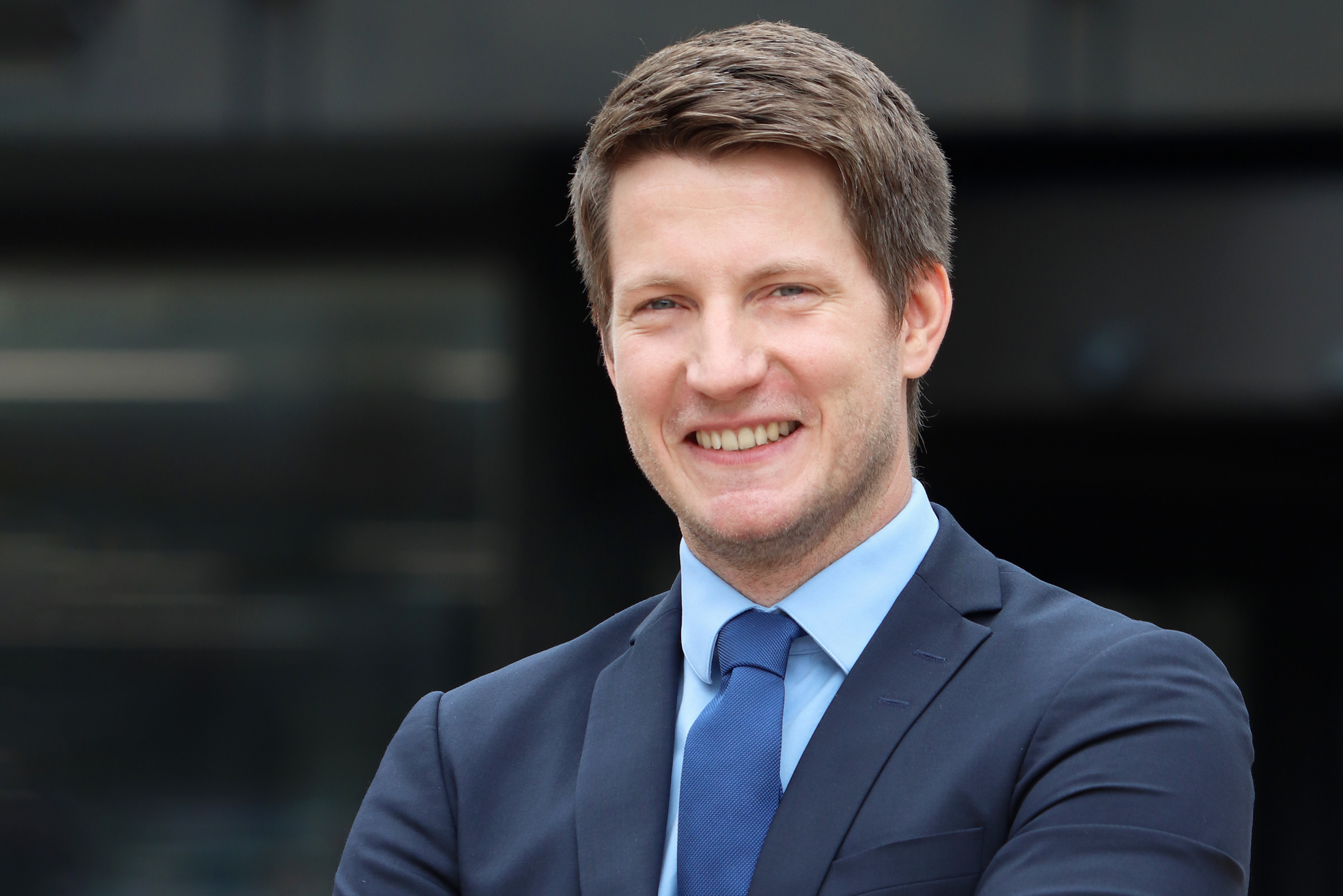
Martin Vincentz (2022)

Martin Vincentz (* 22. April 1986 in Tönisvorst) ist ein deutscher Politiker (AfD). Er ist seit 2017 Mitglied des Landtags Nordrhein-Westfalen, seit Februar 2022 Landesvorsitzender der AfD Nordrhein-Westfalen und seit Mai 2022 Vorsitzender der AfD-Landtagsfraktion.

## Ausbildung und Beruf
Vincentz besuchte die Grundschule und das Gymnasium in Krefeld und legte dort 2005 das Abitur ab. Von 2006 bis 2013 studierte Vincentz an der Universität zu Köln Humanmedizin, beendete das Studium mit der ärztlichen Prüfung und erhielt im Sommer 2013 seine Approbation. Danach arbeitete er als Assistenzarzt in der Inneren Medizin im Krankenhaus Maria Hilf in Krefeld. Im Februar 2015 wurde Vincentz, ebenfalls an der Kölner Universität, mit der Arbeit What is the right dose of physical activity that can decrease the risk of developing colon cancer? A review and look out on possible training guides zum Doktor der Medizin promoviert. Seit 2019 ist Vincentz Facharzt für Allgemeinmedizin.

## Politik
Seit 2014 ist Martin Vincentz AfD-Mitglied im Kreisverband Krefeld und seit Herbst 2015 gesundheitspolitischer Sprecher der AfD Nordrhein-Westfalen. Er ist zudem stellvertretender Sprecher des AfD-Kreisverbandes Krefeld. Bei der Landtagswahl in Nordrhein-Westfalen 2017 kandidierte er auf Platz zwölf der Landesliste und zog so in den Landtag ein.
Bei den Kommunalwahlen 2020 wurde er in den Rat der Stadt Krefeld gewählt.
Am 5. Februar 2022 wurde Vincentz auf dem Landesparteitag der AfD Nordrhein-Westfalen in Siegen mit 63,03 % der Stimmen zum neuen Landesvorsitzenden der AfD Nordrhein-Westfalen gewählt. Am 25. Februar 2024 wurde er in Marl im Amt bestätigt.
Nach der Landtagswahl 2022, bei der er auf Platz 2 der Landesliste ins Parlament eingezogen war, wurde er am 17. Mai 2022 zum Vorsitzenden der AfD-Landtagsfraktion gewählt.

## Innerparteiliche Auseinandersetzungen
Im Juni 2024 gab es vor dem Bundesparteitag der AfD innerparteiliche Kritik an Martin Vincentz. Der WDR berichtete, dass Vincentz gegen die Jugendorganisation Junge Alternative (JA) vorgehe. Der WDR zitierte namentlich nicht genannte Kritiker mit den Worten: „Wer sich unterordnet, könne sich mehr erlauben“, Vincentz messe mit zweierlei Maß. Unterstützer der JA seien für kritische Positionen härter bestraft worden, „während der Vorstand Milde im Umgang mit den Posts der Anhänger von Vincentz walten lasse“.
Die Wahl des fraktionslosen Bundestagsabgeordneten Matthias Helferich als Beisitzer im Landesvorstand der AfD-NRW wurde als  „Niederlage für das Lager um Landespartei- und Landtagsfraktionschef Martin Vincentz gewertet“. Wenige Wochen nach der Wahl wurde durch den Landesvorstand der AfD-NRW ein Parteiordnungsverfahren gegen Matthias Helferich eröffnet. Berichterstatter sahen einen „Machtkampf“ in der Partei. Am 5. Juli 2025 wurde Helferich vom Landesschiedsgericht aus der Partei ausgeschlossen.
Die Westfalenpost merkte neben dem WDR im Juni 2024 ebenfalls an, dass die Landes-AfD den bisher gegenüber Vincentz kritischen Siegener AfD-Kreisvorstand um Roland Steffe vor die Tür setze und Henning Zoz als Verbündeten einsetzte. Zoz betrieb die Siegener Autokorsos, welche im Verfassungsschutzbericht Nordrhein-Westfalens Erwähnung finden, und pflegte Kontakte zur Partei DieBasis.
Roger Beckamp, Bundestagsabgeordneter der AfD, hat scharfe Kritik am Landesvorstand der AfD Nordrhein-Westfalen unter Martin Vincentz geübt. In einem öffentlichkeitswirksamen Statement wirft Beckamp dem Vorstand vor, die Partei durch organisatorische Fehler und mangelndes Handeln zu schwächen. Insbesondere kritisiert er die Verweigerung der Unterschriften für seine und Matthias Helferichs Kandidaturen für die Bundestagswahl, obwohl beide von ihren Kreisverbänden aufgestellt wurden. Darüber hinaus bemängelt Beckamp den Umgang des Vorstands mit dem Landtagsabgeordneten Klaus Esser, einem Vertrauten von Vincentz, gegen den Ermittlungen wegen Urkundenfälschung und Geldwäsche laufen. Trotz Kenntnis dieser Vorwürfe habe der Vorstand nicht reagiert. Beckamp wirft dem Landesvorstand vor, wie „Altparteien“ zu agieren und den innerparteilichen Wettbewerb zu manipulieren.
Im Jahr 2025 offenbarte sich vor dem Hintergrund eines etwaigen Parteiverbotsverfahrens innerhalb der AfD ein Dissenz um die Ausrichtung der Partei. Dabei steht Vincentz laut Bericht von Der Spiegel für ein innerparteiliches Lager, das sich um eine Mäßigung und Koalitionsfähigkeit mit der Union bemüht; auch weil die AfD den Umfragen zufolge nicht alleine auf Bundesebene regieren könnte. Vinzenz erklärte darauf angesprochen: „Wir dürfen ein mögliches Verbotsverfahren nicht auf die leichte Schulter nehmen und unnötig Angriffsfläche bieten“. Die AfD brauche einen „Ton, der gemäßigt ist“.

## Kritik
Beim Neujahrsempfang 2024 der AfD in Duisburg sorgte Landessprecher Vincentz, der sich „sonst betont zurückhaltend“ gebe, für einen Eklat durch einen als rassistisch bewerteten Witz über Amazon-Paketboten.

## Persönliches
Martin Vincentz ist katholisch und Sohn einer Postbeamtin und eines Kaufmanns.  Er ist mit einer aus Frankreich stammenden Ärztin verheiratet. Gemeinsam haben sie zwei Töchter. Er war im Fechten aktiv und stand 2003/4 auf Platz 35 der deutschen Rangliste der Herren im Degenfechten. Vincentz war mehrfach NRW-Meister und Deutscher Meister im Mannschaftsfechten.
In den Jahren 2011 bis 2013 trat er an verschiedenen Veranstaltungen als Slam-Poet auf.